# Mu Bootis
Désignations
μ1 Boo : BD+37°2636, GJ 3903, HD 137391, HIP 75411, HR 5733, SAO 64686, GC 20724

Mu Bootis (μ Boo, μ Bootis) est une étoile triple de la constellation du Bouvier. Elle porte le nom traditionnel Alkalurops (ainsi que Inkalunis, Clava et Venabulum) et la désignation de Flamsteed 51 Bootis. Mu Bootis est à environ 121 années-lumière de la Terre.
Le nom propre Alkalurops a été officialisé par l'Union astronomique internationale le 21 août 2016.
Le nom Alkalurops vient du grec καλαύροψ kalaurops "employé du berger", par l'intermédiaire de l'arabe.
Elle est appelée 七公六 (la sixième étoile des sept Excellences) en chinois.

## Système stellaire

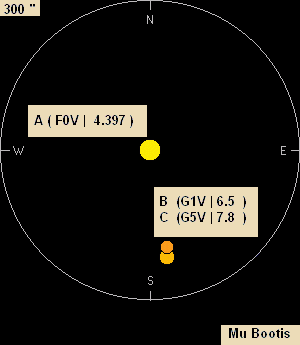
Représentation du système Mu^{1,2} Bootis.

La composante primaire, μ1 Bootis, est une sous-géante jaune-blanc de type F avec une magnitude apparente de +4,31.
Séparée de la primaire de 108 arcsecondes, μ2 Bootis est une étoile binaire qui a un type spectral combiné G1V et une magnitude combinée de +6,51. Les composantes de μ2 Bootis ont des magnitudes apparentes de +7,2 et de +7,8 et sont séparées de 2,2 arcsecondes. Elles orbitent autour de leur centre de masse commun en 260 ans.